# 1878 au théâtre
| Années du théâtre : 1875 - 1876 - 1877 - 1878 - 1879 - 1880 - 1881    |
| Décennies du théâtre : 1840 - 1850 - 1860 - 1870 - 1880 - 1890 - 1900 |

## Naissances
- 4 novembre : Giuseppe Adami, dramaturge italien. († 12 octobre 1946).